# Division d'Honneur 1951-1952 (Lussemburgo)
La Division d'Honneur 1951-1952 è stata la 35ª edizione del massimo campionato lussemburghese di calcio. La stagione è iniziata il 2 settembre 1951 ed è terminata il 30 marzo 1952. La squadra vincitrice è stata lo The National Schifflange, aggiudicandosi il titolo per la prima volta.

## Stagione

### Novità
Sono state retrocesse in 1.Division il Chiers Rodange, l'US Dudelange e il Young Boys Diekirch ed è stato promosso dalla 1.Division, il Fola Esch.

### Formula
2 punti alla vittoria, un punto al pareggio, nessun punto alla sconfitta.
Le 10 squadre partecipanti si affrontano in un girone all' italiana, per un totale di 18 giornate.

### Aggiornamenti
In questa stagione il numero delle squadre partecipanti è stato ridotto da 12 a 10 squadre partecipanti.

## Squadre partecipanti
| Club                     | Stagione | Città            | Stadio | Stagione 1950-1951                        |
| ------------------------ | -------- | ---------------- | ------ | ----------------------------------------- |
| Fola Esch                | dettagli | Esch-sur-Alzette | ...    | 1º posto in 1.Division (Neopromosso)      |
| Jeunesse Esch            | dettagli | Esch-sur-Alzette | ...    | 1º posto in Division d'Honneur (Campione) |
| Progrès Niedercorn       | dettagli | Niederkorn       | ...    | 8º posto in Division d'Honneur            |
| Racing Rodange           | dettagli | Rodange          | ...    | 9º posto in Division d'Honneur            |
| Red Boys Differdange     | dettagli | Differdange      | ...    | 3º posto in Division d'Honneur            |
| Spora Luxembourg         | dettagli | Lussemburgo      | ...    | 5º posto in Division d'Honneur            |
| Stade Dudelange          | dettagli | Dudelange        | ...    | 4º posto in Division d'Honneur            |
| Tetange                  | dettagli | Kayl             | ...    | 6º posto in Division d'Honneur            |
| The National Schifflange | dettagli | Schifflange      | ...    | 2º posto in Division d'Honneur            |
| Union Luxembourg         | dettagli | Lussemburgo      | ...    | 7º posto in Division d'Honneur            |

## Classifica finale
|                        | Pos. | Squadra                  | Pt | G  | V  | N | P  | GF | GS | DR  |
| ---------------------- | ---- | ------------------------ | -- | -- | -- | - | -- | -- | -- | --- |
| Lussemburgo (bandiera) | 1.   | The National Schifflange | 24 | 18 | 10 | 4 | 4  | 39 | 26 | +13 |
|                        | 2.   | Spora Luxembourg         | 23 | 18 | 10 | 3 | 5  | 35 | 28 | +7  |
|                        | 3.   | Stade Dudelange          | 26 | 18 | 9  | 3 | 6  | 24 | 22 | +2  |
|                        | 4.   | Progrès Niedercorn       | 18 | 18 | 6  | 6 | 6  | 37 | 34 | +3  |
|                        | 5.   | Fola Esch                | 18 | 18 | 8  | 2 | 8  | 39 | 40 | -1  |
|                        | 6.   | Red Boys Differdange     | 18 | 18 | 6  | 6 | 6  | 26 | 27 | -1  |
|                        | 7.   | Jeunesse Esch            | 17 | 18 | 6  | 5 | 7  | 35 | 28 | +7  |
|                        | 8.   | Union Luxembourg         | 17 | 18 | 8  | 1 | 9  | 40 | 45 | -5  |
|                        | 9.   | Tetange                  | 16 | 18 | 5  | 6 | 7  | 29 | 31 | -2  |
|                        | 10.  | Racing Rodange           | 8  | 18 | 1  | 6 | 11 | 23 | 46 | -23 |

Legenda:

      Campione del Lussemburgo 1951-1952

      Nessuna retrocessione

### Calendario
| andata (1ª) | andata (1ª) | 1ª giornata           | ritorno (10ª) | ritorno (10ª) |
|             |             |                       |               |               |
| 2 set.      | 2-3         | Jeunesse-The National | 1-2           | 9 dic.        |
| 2 set.      | 3-1         | Niedercorn-Tetange    | 1-2           | 9 dic.        |
| 2 set.      | 1-1         | Racing-Fola           | 3-7           | 20 gen.       |
| 2 set.      | 2-0         | Stade-Red Boys        | 1-0           | 9 dic.        |
| 2 set.      | 7-4         | Union-Spora           | 0-1           | 9 dic.        |

| andata (2ª) | andata (2ª) | 2ª giornata         | ritorno (11ª) | ritorno (11ª) |
|             |             |                     |               |               |
| 9 set.      | 1-2         | Fola-Stade          | 0-3           | 3 feb.        |
| 9 set.      | 2-2         | Red Boys-Spora      | 3-1           | 16 dic.       |
| 9 set.      | 4-1         | Tetange-Jeunesse    | 1-3           | 16 dic.       |
| 9 set.      | 1-1         | The National-Racing | 7-0           | 16 dic.       |
| 9 set.      | 1-4         | Union-Niedercorn    | 2-3           | 20 gen.       |

| andata (1ª) | andata (1ª) | 1ª giornata           | ritorno (10ª) | ritorno (10ª) |
|             |             |                       |               |               |
| 2 set.      | 2-3         | Jeunesse-The National | 1-2           | 9 dic.        |
| 2 set.      | 3-1         | Niedercorn-Tetange    | 1-2           | 9 dic.        |
| 2 set.      | 1-1         | Racing-Fola           | 3-7           | 20 gen.       |
| 2 set.      | 2-0         | Stade-Red Boys        | 1-0           | 9 dic.        |
| 2 set.      | 7-4         | Union-Spora           | 0-1           | 9 dic.        |

| andata (2ª) | andata (2ª) | 2ª giornata         | ritorno (11ª) | ritorno (11ª) |
|             |             |                     |               |               |
| 9 set.      | 1-2         | Fola-Stade          | 0-3           | 3 feb.        |
| 9 set.      | 2-2         | Red Boys-Spora      | 3-1           | 16 dic.       |
| 9 set.      | 4-1         | Tetange-Jeunesse    | 1-3           | 16 dic.       |
| 9 set.      | 1-1         | The National-Racing | 7-0           | 16 dic.       |
| 9 set.      | 1-4         | Union-Niedercorn    | 2-3           | 20 gen.       |

| andata (3ª) | andata (3ª) | 3ª giornata         | ritorno (12ª) | ritorno (12ª) |
|             |             |                     |               |               |
| 16 set.     | 2-2         | Jeunesse-Niedercorn | 0-1           | 13 gen.       |
| 16 set.     | 0-0         | Racing-Tetange      | 2-2           | 13 gen.       |
| 16 set.     | 1-2         | Red Boys-Union      | 6-3           | 13 gen.       |
| 16 set.     | 4-1         | Spora-Fola          | 0-1           | 13 gen.       |
| 16 set.     | 0-1         | Stade-The National  | 3-3           | 13 gen.       |

| andata (4ª) | andata (4ª) | 4ª giornata        | ritorno (13ª) | ritorno (13ª) |
|             |             |                    |               |               |
| 23 set.     | 1-2         | Fola-Red Boys      | 1-2           | 17 feb.       |
| 23 set.     | 4-1         | Niedercorn-Racing  | 3-3           | 27 gen.       |
| 23 set.     | 0-1         | Tetange-Stade      | 2-2           | 27 gen.       |
| 23 set.     | 0-1         | The National-Spora | 2-3           | 27 gen.       |
| 23 set.     | 1-1         | Union-Jeunesse     | 2-5           | 27 gen.       |

| andata (3ª) | andata (3ª) | 3ª giornata         | ritorno (12ª) | ritorno (12ª) |
|             |             |                     |               |               |
| 16 set.     | 2-2         | Jeunesse-Niedercorn | 0-1           | 13 gen.       |
| 16 set.     | 0-0         | Racing-Tetange      | 2-2           | 13 gen.       |
| 16 set.     | 1-2         | Red Boys-Union      | 6-3           | 13 gen.       |
| 16 set.     | 4-1         | Spora-Fola          | 0-1           | 13 gen.       |
| 16 set.     | 0-1         | Stade-The National  | 3-3           | 13 gen.       |

| andata (4ª) | andata (4ª) | 4ª giornata        | ritorno (13ª) | ritorno (13ª) |
|             |             |                    |               |               |
| 23 set.     | 1-2         | Fola-Red Boys      | 1-2           | 17 feb.       |
| 23 set.     | 4-1         | Niedercorn-Racing  | 3-3           | 27 gen.       |
| 23 set.     | 0-1         | Tetange-Stade      | 2-2           | 27 gen.       |
| 23 set.     | 0-1         | The National-Spora | 2-3           | 27 gen.       |
| 23 set.     | 1-1         | Union-Jeunesse     | 2-5           | 27 gen.       |

| andata (5ª) | andata (5ª) | 5ª giornata           | ritorno (14ª) | ritorno (14ª) |
|             |             |                       |               |               |
| 30 set.     | 5-1         | Fola-Union            | 3-2           | 24 feb.       |
| 30 set.     | 2-5         | Racing-Jeunesse       | 2-1           | 24 feb.       |
| 30 set.     | 1-3         | Red Boys-The National | 1-2           | 24 feb.       |
| 30 set.     | 1-0         | Spora-Tetange         | 2-3           | 24 feb.       |
| 30 set.     | 1-1         | Stade-Niedercon       | 0-3           | 24 feb.       |

| andata (6ª) | andata (6ª) | 6ª giornata       | ritorno (15ª) | ritorno (15ª) |
|             |             |                   |               |               |
| 7 ott.      | 3-1         | Jeunesse-Stade    | 0-1           | 2 mar.        |
| 7 ott.      | 1-4         | Niedercorn-Spora  | 1-3           | 2 mar.        |
| 7 ott.      | 0-0         | Tetange-Red Boys  | 0-1           | 2 mar.        |
| 7 ott.      | 4-1         | The National-Fola | 0-1           | 2 mar.        |
| 7 ott.      | 4-3         | Union-Racing      | 3-2           | 2 mar.        |

| andata (5ª) | andata (5ª) | 5ª giornata           | ritorno (14ª) | ritorno (14ª) |
|             |             |                       |               |               |
| 30 set.     | 5-1         | Fola-Union            | 3-2           | 24 feb.       |
| 30 set.     | 2-5         | Racing-Jeunesse       | 2-1           | 24 feb.       |
| 30 set.     | 1-3         | Red Boys-The National | 1-2           | 24 feb.       |
| 30 set.     | 1-0         | Spora-Tetange         | 2-3           | 24 feb.       |
| 30 set.     | 1-1         | Stade-Niedercon       | 0-3           | 24 feb.       |

| andata (6ª) | andata (6ª) | 6ª giornata       | ritorno (15ª) | ritorno (15ª) |
|             |             |                   |               |               |
| 7 ott.      | 3-1         | Jeunesse-Stade    | 0-1           | 2 mar.        |
| 7 ott.      | 1-4         | Niedercorn-Spora  | 1-3           | 2 mar.        |
| 7 ott.      | 0-0         | Tetange-Red Boys  | 0-1           | 2 mar.        |
| 7 ott.      | 4-1         | The National-Fola | 0-1           | 2 mar.        |
| 7 ott.      | 4-3         | Union-Racing      | 3-2           | 2 mar.        |

| andata (7ª) | andata (7ª) | 7ª giornata         | ritorno (16ª) | ritorno (16ª) |
|             |             |                     |               |               |
| 14 ott.     | 4-0         | Fola-Tetange        | 4-7           | 9 mar.        |
| 14 ott.     | 2-2         | Red Boys-Niedercorn | 2-2           | 9 mar.        |
| 14 ott.     | 0-0         | Spora-Jeunesse      | 2-2           | 9 mar.        |
| 14 ott.     | 1-0         | Stade-Racing        | 1-0           | 9 mar.        |
| 14 ott.     | 1-5         | The National-Union  | 1-0           | 9 mar.        |

| andata (8ª) | andata (8ª) | 8ª giornata          | ritorno (17ª) | ritorno (17ª) |
|             |             |                      |               |               |
| 21 ott.     | 4-1         | Jeunesse-Red Boys    | 0-0           | 30 mar.       |
| 21 ott.     | 1-2         | Niedercorn-Fola      | 3-3           | 30 mar.       |
| 21 ott.     | 2-3         | Racing-Spora         | 0-1           | 30 mar.       |
| 21 ott.     | 1-1         | Tetange-The National | 3-3           | 30 mar.       |
| 21 ott.     | 2-0         | Union-Stade          | 3-2           | 30 mar.       |

| andata (7ª) | andata (7ª) | 7ª giornata         | ritorno (16ª) | ritorno (16ª) |
|             |             |                     |               |               |
| 14 ott.     | 4-0         | Fola-Tetange        | 4-7           | 9 mar.        |
| 14 ott.     | 2-2         | Red Boys-Niedercorn | 2-2           | 9 mar.        |
| 14 ott.     | 0-0         | Spora-Jeunesse      | 2-2           | 9 mar.        |
| 14 ott.     | 1-0         | Stade-Racing        | 1-0           | 9 mar.        |
| 14 ott.     | 1-5         | The National-Union  | 1-0           | 9 mar.        |

| andata (8ª) | andata (8ª) | 8ª giornata          | ritorno (17ª) | ritorno (17ª) |
|             |             |                      |               |               |
| 21 ott.     | 4-1         | Jeunesse-Red Boys    | 0-0           | 30 mar.       |
| 21 ott.     | 1-2         | Niedercorn-Fola      | 3-3           | 30 mar.       |
| 21 ott.     | 2-3         | Racing-Spora         | 0-1           | 30 mar.       |
| 21 ott.     | 1-1         | Tetange-The National | 3-3           | 30 mar.       |
| 21 ott.     | 2-0         | Union-Stade          | 3-2           | 30 mar.       |

| \| andata (9ª) \| andata (9ª) \| 9ª giornata \| ritorno (18ª) \| ritorno (18ª) \| \| \| \| \| \| \| \| 28 ott. \| 2-1 \| Fora-Jeunesse \| 1-4 \| 18 nov. \| \| 28 ott. \| 1-0 \| Red Boys-Racing \| 1-1 \| 18 nov. \| \| 28 ott. \| 2-0 \| Spora-Stade \| 1-3 \| 18 nov. \| \| 28 ott. \| 2-0 \| Tetange-Union \| 1-2 \| 18 nov. \| \| 28 ott. \| 2-1 \| The National-Niedercorn \| 3-1 \| 18 nov. \| |             |                         |               |               |
| andata (9ª) | andata (9ª) | 9ª giornata             | ritorno (18ª) | ritorno (18ª) |
| |             |                         |               |               |
| 28 ott. | 2-1         | Fora-Jeunesse           | 1-4           | 18 nov.       |
| 28 ott. | 1-0         | Red Boys-Racing         | 1-1           | 18 nov.       |
| 28 ott. | 2-0         | Spora-Stade             | 1-3           | 18 nov.       |
| 28 ott. | 2-0         | Tetange-Union           | 1-2           | 18 nov.       |
| 28 ott. | 2-1         | The National-Niedercorn | 3-1           | 18 nov.       |

| andata (9ª) | andata (9ª) | 9ª giornata             | ritorno (18ª) | ritorno (18ª) |
|             |             |                         |               |               |
| 28 ott.     | 2-1         | Fora-Jeunesse           | 1-4           | 18 nov.       |
| 28 ott.     | 1-0         | Red Boys-Racing         | 1-1           | 18 nov.       |
| 28 ott.     | 2-0         | Spora-Stade             | 1-3           | 18 nov.       |
| 28 ott.     | 2-0         | Tetange-Union           | 1-2           | 18 nov.       |
| 28 ott.     | 2-1         | The National-Niedercorn | 3-1           | 18 nov.       |